# Campeonato Sudamericano de Béisbol 2016
El Campeonato Sudamericano de Béisbol 2016 fue la XVI versión del torneo organizado por la Confederación Sudamericana de Béisbol (CSB), que se llevó a cabo del 5 al 12 de noviembre del 2016 en Buenos Aires, Argentina.

## Primera ronda
| Posición | Equipo    | Ganados | Perdidos | C. Anotadas | C. Recibidas |
| -------- | --------- | ------- | -------- | ----------- | ------------ |
| 1        | Brasil    | 5       | 0        | 71          | 18           |
| 2        | Colombia  | 4       | 1        | 35          | 14           |
| 3        | Argentina | 3       | 2        | 19          | 20           |
| 4        | Perú      | 2       | 3        | 29          | 38           |
| 5        | Chile     | 1       | 4        | 31          | 52           |
| 6        | Bolivia   | 0       | 5        | 9           | 74           |

| Leyenda               |
| --------------------- |
| Avanzan a semifinales |
| Eliminados            |

## Segunda Ronda
| Juego       | Fecha           | Ganador   | Resultado | Perdedor |
| ----------- | --------------- | --------- | --------- | -------- |
| 5° Lugar    | 11 de noviembre | Chile     | 9-1       | Bolivia  |
| Semifinal 1 | 11 de noviembre | Argentina | 12-0      | Colombia |
| Semifinal 2 | 11 de noviembre | Brasil    | 12-9      | Perú     |

## Finales
| Juego  | Fecha           | Ganador  | Resultado | Perdedor  |
| ------ | --------------- | -------- | --------- | --------- |
| Bronce | 12 de noviembre | Colombia | 10-0      | Perú      |
| Oro    | 12 de noviembre | Brasil   | 10-1      | Argentina |

| Bandera de Brasil |
| Campeón Brasil    |
| Séptimo título    |